# Rio Crespo
Rio Crespo é um município brasileiro do estado de Rondônia. Localiza-se a uma latitude 09º42'18" sul e a uma longitude 62º53'59" oeste, estando a uma altitude de 0 metros. Sua população estimada em 2022 era de 3.471 habitantes.
Possui uma área de 1.717 km².

## Saúde
A Mortalidade infantil é de 20,83 óbitos por mil nascidos vivo e a expectativa de vida é de 73,77 anos.
Com relação a Estabelecimentos de Saúde, em 2009, o município contava por 3.

## Educação
De acordo com o Instituto Brasileiro de Geografia e Estatística [IBGE] em seu censo de 2010, a taxa de escolarização é de 97.8%, de jovens de 6 a 14 anos de idade.